# Омутнінськ
Омутні́нськ (рос. Омутнинск) — місто, центр Омутнінського району Кіровської області, Росія. Адміністративний центр Омутнінського міського поселення.

## Населення
Населення поселення становить 22798 осіб (2017; 22934 у 2016, 23051 у 2015, 23246 у 2014, 23422 у 2013, 23726 у 2012, 24185 у 2010, 26867 у 2002).

## Історія
Поселення було засноване 1773 року у зв'язку з будівництвом залізоробного заводу на річці Омутна. 1775 року завод видав перший метал. 1853 року була збудована церква Олександра Невського. 1861 року на заводу добудовується друга доменна піч та пудлінгово-зварювальний цех. 1912 року старообрядці-попівці збудували храм Покрови Пресвятої Богородиці. 1913 року завод переходить до акціонерного товариства Північно-Вятських гірничих заводів. 1921 року Омутнінськ отримав статус міста. 1929 року створено ліспромгосп, з 1930 року виходить місцева газета «Голос рабочего», 1931 року місто отримало залізничне сполучення. 1935 року тут відкривається медичне училище, 1974 року створюється науково дослідно-промислова база, де велись дослідження для міністерства оборони СРСР. 1988 року місто було заасфальтоване, 1996 року відкривається дорога Омутнінськ — Біла Холуниця — Кіров. 1991 року будується старообрядницька Покровська церква, 1997 року — церква святої Трійці. З 2008 року виходить газета «Омутнинские вести+».